# Ambulyx pseudoclavata
Ambulyx pseudoclavata is een vlinder uit de familie van de pijlstaarten (Sphingidae). De wetenschappelijke naam van de soort werd in 1996 gepubliceerd door Inoue.